# Copeland (Oklahoma)
Copeland és una concentració de població designada pel cens dels Estats Units a l'estat d'Oklahoma. Segons el cens del 2000 tenia 1.448 habitants.

## Demografia
Segons el cens del 2000, Copeland tenia 1.448 habitants, 642 habitatges, i 450 famílies. La densitat de població era de 73,9 habitants per km².
Dels 642 habitatges en un 20,6% hi vivien nens de menys de 18 anys, en un 60,6% hi vivien parelles casades, en un 6,1% dones solteres, i en un 29,9% no eren unitats familiars. En el 26% dels habitatges hi vivien persones soles el 10,1% de les quals corresponia a persones de 65 anys o més que vivien soles. El nombre mitjà de persones vivint en cada habitatge era de 2,26 i el nombre mitjà de persones que vivien en cada família era de 2,69.
Per edats la població es repartia de la següent manera: un 18,9% tenia menys de 18 anys, un 5,1% entre 18 i 24, un 21,5% entre 25 i 44, un 32,9% de 45 a 60 i un 21,5% 65 anys o més.
L'edat mediana era de 49 anys. Per cada 100 dones de 18 o més anys hi havia 102,1 homes.
La renda mediana per habitatge era de 22.459 $ i la renda mediana per família de 33.071 $. Els homes tenien una renda mediana de 22.560 $ mentre que les dones 16.121 $. La renda per capita de la població era de 16.252 $. Entorn del 13,8% de les famílies i el 18,3% de la població estaven per davall del llindar de pobresa.

## Poblacions més properes
El següent diagrama mostra les poblacions més properes.